# Josip Sesar
Josip Sesar (Mostar, 17 gennaio 1978) è un allenatore di pallacanestro ed ex cestista croato.

## Carriera

### Giocatore
È stato selezionato dai Seattle SuperSonics al secondo giro del Draft NBA 2000 (47ª scelta assoluta).
Con la Croazia ha disputato due edizioni dei Campionati europei (1997, 2001).

### Allenatore
Nell'estate del 2015 prende le redini del Gorica in sostituzione di Zvonimir Kovačević. Dopo aver guidato il club per 6 anni ottenendo nel 2017-2018 la storica promozione in HT Premijer liga, il 9 novembre 2021 lascia l'incarico da allenatore rescindendo consensualmente il contratto con il club di Velika Gorica.

## Palmarès

### Giocatore
- Coppa di Croazia: 3

Cibona Zagabria: 2001, 2002
K.K. Zagabria: 2008
- Coppa di Bosnia ed Erzegovina: 1

Široki: 2006

### Allenatore
- Coppa di Croazia: 1

Cibona Zagabria: 2023